# Campeonato de España de Atletismo 2018
El XCVIII Campeonato de España de Atletismo se disputó los días 21 y 22 de julio de 2018 en el Polideportivo "Juan de la Cierva" en Getafe, Madrid.
Junto a las pruebas individuales, se celebró el campeonato de España de relevos 4×100 y 4×400 por clubes, además de los campeonatos de pruebas combinadas (Decathlon y Hepthalon).

## Resultados

### Hombres
| Evento                         | | | |
| ------------------------------ | --- | --- | --- |
| 100 m (viento: +1.9 m/s)       | Aitor Same Ekobo At. Fuenlabrada 10"16 MMP                                                                              | Patrick Chinedu Ike Playas de Castellón 10"16 MMP                                                                          | Ángel David Rodríguez F.C. Barcelona 10"17                                                                           |
| 200 m (viento: +0.5 m/s)       | Bruno Hortelano C.D. Nike Running 20"15 (20.04 / +0.8 en semifinal RN)                                                  | Pol Retamal F.C. Barcelona 20"83 (20.81 / +2.1 en semifinal)                                                               | Daniel Rodríguez Playas de Castellón 20"85 (20.76 / +1.2 en semifinal)                                               |
| 400 m                          | Óscar Husillos F.C. Barcelona 45"22                                                                                     | Lucas Búa F.C. Barcelona 45"45                                                                                             | Samuel García Playas de Castellón 45"48                                                                              |
| 800 m                          | Álvaro de Arriba F.C. Barcelona 1'48"83                                                                                 | Saúl Ordóñez New Balance Team 1'49"19                                                                                      | Daniel Andújar Playas de Castellón 1'49"30                                                                           |
| 1500 m                         | Jesús Gómez C.D. Nike Running 3'38"67                                                                                   | Adel Mechaal New Balance Team 3'39"98                                                                                      | Adrián Ben F.C. Barcelona 3'40"09                                                                                    |
| 5000 m                         | Toni Abadía Nike Internacional 13'44"38                                                                                 | Adel Mechaal New Balance Team 13'45"14                                                                                     | Juan Antonio Pérez Cárnicas Serrano 13'52"23                                                                         |
| 110 m vallas (viento: 0.0 m/s) | Orlando Ortega C.A. Adidas 13"32                                                                                        | Yidiel Contreras Playas de Castellón 13"46                                                                                 | F. Javier López Playas de Castellón 13"87                                                                            |
| 400 m vallas                   | Sergio Fernández New Balance Team 49"28                                                                                 | Aleix Porras F.C. Barcelona 50"54 MMP                                                                                      | David Pineda At. Numantino 50"82                                                                                     |
| 3000 m obstáculos              | Fernando Carro Añares Rioja 8'29"79                                                                                     | Daniel Arce Universidad de Burgos 8'33"77                                                                                  | Sebastián Martos C.D. Nike Running 8'35"00                                                                           |
| 10 000 m marcha                | Álvaro Martín Playas de Castellón 39'31"72                                                                              | Alberto Amezcua D.J.A. Guadix 39'50"85                                                                                     | Miguel Ángel López UCAM Murcia 40'17"08                                                                              |
| Salto de altura                | Alexis Sastre Playas de Castellón 2,17 m Carlos Rojas Unicaja Atletismo 2,17 m Juan Ignacio López F.C. Barcelona 2,17 m | | |
| Salto con pértiga              | Adrián Vallés Grupompleo Pamplona At. 5,45 m                                                                            | Didac Salas F.C. Barcelona 5,40 m                                                                                          | Igor Bychkov Playas de Castellón 5,35 m                                                                              |
| Salto de longitud              | Jean Marie Okutu F.C. Barcelona 8,01 m (viento: +0.1 m/s)                                                               | F. Javier Cobián At. Gijonés Fumeru 7,78 m MMP (viento: -0.2 m/s)                                                          | Héctor Santos F.C. Barcelona 7,77 m (viento: +0.1 m/s)                                                               |
| Triple salto                   | Pablo Torrijos Playas de Castellón 17,23 m v (viento: +2.2 m/s)                                                         | Marcos Ruiz F.C. Barcelona 16,70 m (viento: +1.0 m/s)                                                                      | Vicente Docavo Playas de Castellón 16,50 m (viento: +1.7 m/s)                                                        |
| Lanzamiento de peso            | Carlos Tobalina F.C. Barcelona 19,97 m                                                                                  | Daniel Pardo A.D. Marathon 18,82 m MMP                                                                                     | José Ángel Pinedo C.A. Fent Camí Mislata 18,68 m                                                                     |
| Lanzamiento de disco           | Lois Maikel Martínez Playas de Castellón 58,85 m                                                                        | Frank Casañas Independiente 56,97 m                                                                                        | Alejandro Vielva Grupompleo Pamplona At. 54,93 m                                                                     |
| Lanzamiento de martillo        | Javier Cienfuegos Playas de Castellón 76,10 m                                                                           | Alberto González Unicaja Atletismo 72,87 m                                                                                 | Pedro José Martín F.C. Barcelona 70,90 m                                                                             |
| Lanzamiento de jabalina        | Nicolás Quijera Grupompleo Pamplona At. 75,64 m                                                                         | Manu Quijera Grupompleo Pamplona At. 75,41 m MMP                                                                           | Manuel Castellanos A.D. Marathon 69,64 m MMP                                                                         |
| Decathlon                      | Mario Arancón At. Numantino 7480 pts 10"99(+0.5)/7,31(+1.3)/12,79/1,97/50"95// /14"67(+1.5)/44,37/4,00/49,32/4'38"81    | Pablo Trescolí Playas de Castellón 7238 pts 11"03(+0.5)/6,91(0.0)/12,80/1,88/50"04// /14"66(+1.5)/39,76/4,40/40,42/4'37"14 | Jesús Castillo Cornellá At. 7194 pts 11"28(+0.5)/6,71(-0.1)/13,77/1,94/49"87// /15"04(+1.5)/37,58/4,20/48,03/4'41"35 |
| Relevos 4 × 100 m              | F.C. Barcelona Joel Ferrando, Ángel David Rodríguez, Pol Retamal, Óscar Husillos 39"44 RC                               | A.D. Marathon Alejandro Lozano, Álvaro Plaza, Daniel Quero, Marco A. Palella 40"12                                         | Simply Scorpio 71 Ricardo Flor, Daniel Mazón, Javier Ocaña, Jonathan Nmaju 40"48                                     |
| Relevos 4 × 400 m              | Playas de Castellón Alberto Gavaldá, Daniel Andújar, David Jiménez, Mark Ujakpor 3'10"62                                | Real Sociedad Adrián Rocandio, Christian Barbero, Unai Mena, Gen Esteban San Millán 3'12"36                                | A.D. Marathon Miguel Camarena, Ignacio Laguna, Adrián Parra, Álvaro Plaza 3'12"43                                    |

### Mujeres
| Evento                          | | | |
| ------------------------------- | --- | --- | --- |
| 100 m (viento: +3.8 m/s)        | Mª Isabel Pérez Valencia Esports 11"17 v                                                                 | Cristina Lara F.C. Barcelona 11"20 v                                                                        | Bianca Acosta Simply Scorpio 71 11"60 v                                                              |
| 200 m (viento: +1.0 m/s)        | Jaël Bestué F.C. Barcelona 23"31 RC                                                                      | Paula Sevilla Playas de Castellón 23"44 (23.33 / +1.0 en semifinal RC)                                      | Nana Jacob Tenerife Caja Canarias 23"64 (23.52 / +1.0 en semifinal)                                  |
| 400 m                           | Laura Bueno Valencia C.A. 52"17 MMP                                                                      | Aauri Lorena Bokesa C.D. Nike Running 53"12                                                                 | Carmen Sánchez F.C. Barcelona 53"85                                                                  |
| 800 m                           | Zoya Naumov A.A. Catalunya 2'07"84                                                                       | Natalia Romero Unicaja Atletismo 2'08"05                                                                    | Adriana Cagigas Unicaja Atletismo 2'08"57                                                            |
| 1500 m                          | Marta Pérez Valencia Esports 4'10"63                                                                     | Esther Guerrero New Balance Team 4'11"43                                                                    | Solange Pereira Valencia Esports 4'16"30                                                             |
| 5000 m                          | Maitane Melero Grupompleo Pamplona At. 16'09"78                                                          | Ester Navarrete F.C. Barcelona 16'13"84                                                                     | Nuria Lugueros Piélagos 16'19"24                                                                     |
| 100 m vallas (viento: -0.4 m/s) | Caridad Jerez F.C. Barcelona 13"41                                                                       | Teresa Errandonea Super Amara BAT 13"69                                                                     | Paula Raúl Avinent Manresa 13"72                                                                     |
| 400 m vallas                    | Sara Gallego ISS L'Hospitalet 57"85                                                                      | Carmen Romero Simply Scorpio 71 59"23 MMP                                                                   | Paulette Fernández Ría Ferrol-C. Arenal 59"48                                                        |
| 3000 m obstáculos               | Irene Sánchez-Escribano Playas de Castellón 9'57"87                                                      | Mª José Pérez Valencia Esports 10'02"28                                                                     | Clara Viñaras Bidasoa At. Taldea 10'10"99                                                            |
| 10 000 m marcha                 | Raquel González F.C. Barcelona 43'37"95                                                                  | Laura García-Caro At. Ciudad de Lepe 43'50"25 MMP                                                           | María Pérez Valencia Esports 44'33"03                                                                |
| Salto de altura                 | Raquel Álvarez At. Numantino 1,79 m                                                                      | Izaskun Turrillas Grupompleo Pamplona At. 1,76 m                                                            | Cristina Ferrando Playas de Castellón 1,76 m                                                         |
| Salto con pértiga               | Mónica Clemente Avinent Manresa 4,45 m                                                                   | Maialen Axpe At. San Sebastián 4,45 m                                                                       | Malen Ruiz de Azúa Super Amara BAT 4,35 m                                                            |
| Salto de longitud               | Juliet Itoya Independiente 6,80 m MMP (viento: +1.3 m/s)                                                 | Fátima Diame Valencia Esports 6,43 m (viento: +0.4 m/s)                                                     | Leticia Gil Simply Scorpio 71 6,25 m v. (viento: +2.9 m/s)                                           |
| Triple salto                    | Ana Peleteiro C.A. Adidas 14,55 m RC (viento: -0.2 m/s)                                                  | Patricia Sarrapio Playas de Castellón 13,91 m (viento: +0.1 m/s)                                            | María Vicente ISS L'Hospitalet 13,67 m (viento: -0.2 m/s)                                            |
| Lanzamiento de peso             | Úrsula Ruiz Valencia Esports 16,21 m                                                                     | Belén Toimil Playas de Castellón 15,77 m                                                                    | Elena Gutiérrez F.C. Barcelona 15,27 m                                                               |
| Lanzamiento de disco            | Sabina Asenjo F.C. Barcelona 55,99 m                                                                     | June Kintana Grupompleo Pamplona At. 55,98 m                                                                | Mar Morant At. Safor-Delikia Sports 51,69 m MMP                                                      |
| Lanzamiento de martillo         | Berta Castells Valencia Esports 68,21 m                                                                  | Osarumen Odeh Playas de Castellón 63,68 m                                                                   | Laura Redondo F.C. Barcelona 63,55 m                                                                 |
| Lanzamiento de jabalina         | Lidia Parada A.A.D. Barbanza 61,25 m RC                                                                  | Arantza Moreno F.C. Barcelona 55,66 m                                                                       | Mercedes Chilla Valencia Esports 52,61 m                                                             |
| Heptatlón                       | Patricia Ortega At. San Sebastián 5709 pts 13"51(+2.0)/1,72/11,60/24"54(+1.0)// 5,56(-0.8)/33,33/2'10"33 | Bárbara Hernando Playas de Castellón 5649 pts 13"86(+2.0)/1,72/12,74/26"20(+1.0)// 5,76(-0.8)/39,53/2'18"26 | Tamara del Río A.A. Catalunya 5241 pts 14"61(+2.0)/1,69/11,04/26"47(+1.0)// 5,77(+1.0)/35,76/2'22"95 |
| Relevos 4 × 100 m               | Playas de Castellón Isabel Grau, Lara Gómez, Paula Sevilla, Narcisa Landazuri 44"64                      | Valencia Esports Fátima Diame, Carmen Marco, Maribel Pérez, Modesta Morauskaite 44"77                       | F.C. Barcelona Ingrid Andrés, Caridad Jerez, Jaël Bestué, Cristina Lara 44"98                        |
| Relevos 4 × 400 m               | Valencia Esports Elena Moreno, Modesta Morauskaite, Solange Pereira, Laura Bueno 3'36"38 RC              | Playas de Castellón Sara Gómez, Bárbara Camblor, Andrea Jiménez, Herminia Parra 3'38"47                     | A.A. Catalunya Sara Dorda, Zoya Naumov, Laura Centella, Andrea Díez 3'39"57                          |